# Feel (Ban nhạc Ba Lan)
Feel là một ban nhạc Ba Lan được thành lập tại Katowice (Upper Silesia) vào năm 2005. Ban nhạc ban đầu được gọi là 'Q2', sau đó đã chọn 'Kupicha Band' làm tên tiếp theo, và cuối cùng là 'Feel'.
Nhóm đã phát hành album đầu tay"Feel"vào ngày 26 tháng 11 năm 2007. Cho đến nay, thành công lớn nhất của nhóm là chiến thắng Bursztynowy Słowik (giải thưởng chính) cũng như giải thưởng People Choice tại Liên hoan bài hát quốc tế Sopot 2007 với các ngôi sao nhạc pop như Emmanuel Moire, Sophie Ellis-Bextor, Monrose, The Cloud Room, Thierry Amiel và September; là các đối thủ cạnh tranh. Nhóm rất nổi tiếng và được công chúng yêu thích ở Ba Lan, với cả hai đĩa đơn được phát hành cho đến nay đều đạt được thành công to lớn, đi kèm với sự hoang mang của nhiều nhà phê bình âm nhạc độc lập.
Bài hát phổ biến nhất của nhóm, nổi tiếng khắp cả nước, được gọi là A gdy jest już ciemno (IPA: [a ɡdɨ jest juʂ t͡ɕemnɔ])"Và khi nụ hôn đến". Các bài hát nổi tiếng khác bao gồm No Pokaż Na Co Cię Stać ("Show Me What You Can Do"), Jak Anioła Głos ("Like a Angel's Voice"), Pokonaj Siebie ("Đánh bại chính mình"), W Odpowiedzi na Twój List ("Trả lời thư của bạn") và Pokaż Mi Niebo ("Show Me The Sky")
Ban nhạc phối khí và thu âm lại bài hát"Sweet Harmony"năm 1993 của The Beloved.

## Danh sách đĩa hát
| Feel                                                                               | - Phát hành: ngày 29 tháng 10 năm 2007 - Nhãn: EMI Music Ba Lan - Các định dạng: CD, tải xuống kỹ thuật số | 1  | 59 | - POL: 200.000+ | - POL: Kim cương |
| Feel 2                                                                             | - Phát hành: ngày 8 tháng 6 năm 2009 - Nhãn: EMI Music Ba Lan - Các định dạng: CD, tải xuống kỹ thuật số   | 1  | -  | - POL: 30.000+  | - POL: Bạch kim  |
| Feel 3                                                                             | - Phát hành: ngày 17 tháng 10 năm 2011 - Nhãn: EMI Music Ba Lan - Các định dạng: CD, tải xuống kỹ thuật số | 13 | -  | - POL: 15.000+  | - POL: Vàng      |
| Feel 5                                                                             | - Phát hành: ngày 23 tháng 9 năm 2022                                                                      |    |    |                 |                  |
| "-"biểu thị một bản ghi không biểu đồ hoặc không được phát hành trong lãnh thổ đó. | |    |    |                 |                  |